# 南川
南川（みなみがわ）は、福井県 大飯郡おおい町旧遠敷郡名田庄村南部から同県小浜市東部を流域とする河川。嶺南地方最大の二級水系である。

## 地理

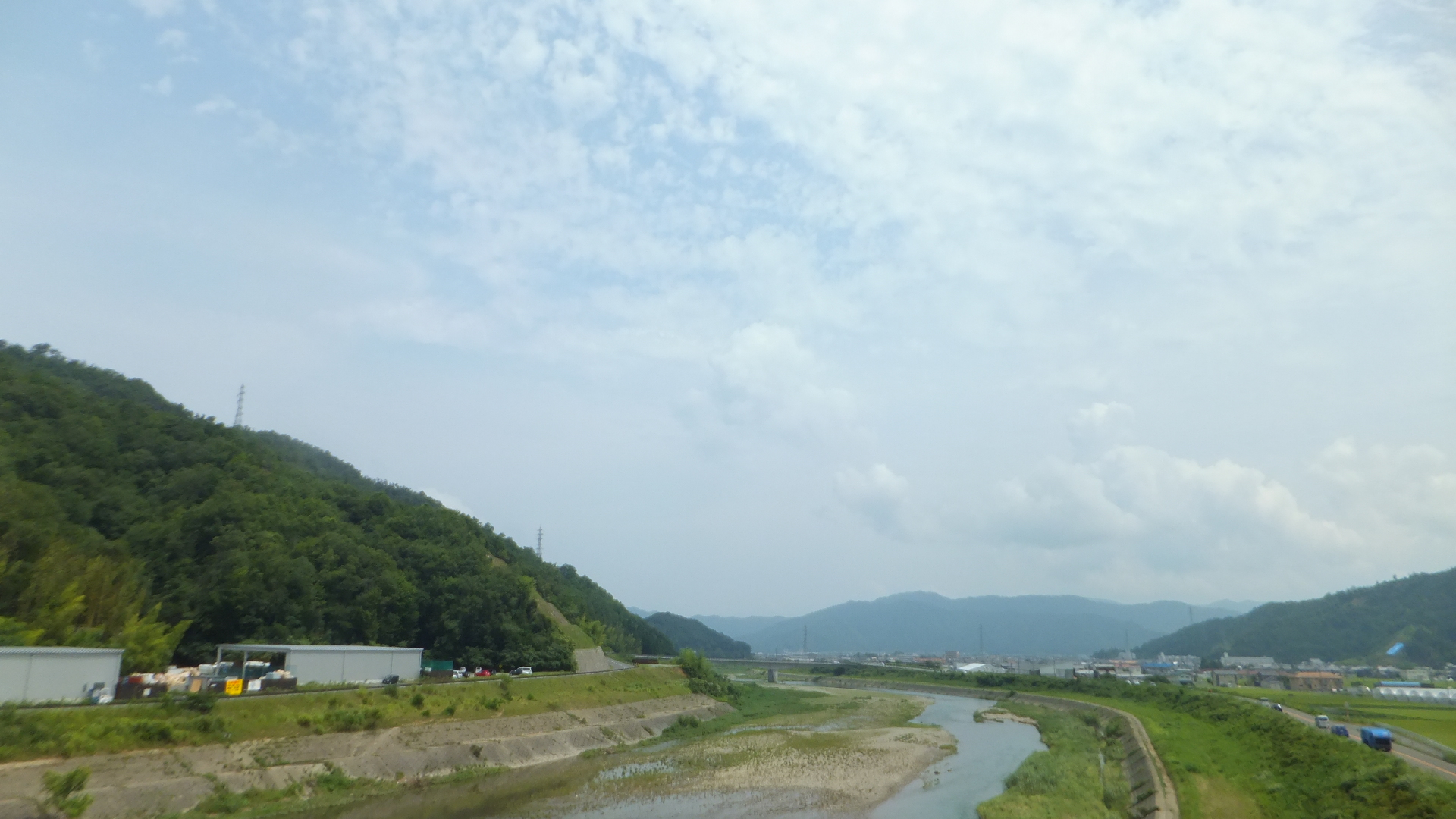
舞鶴若狭自動車道と国道162号の立体交差付近
小浜市尾崎で撮影

福井県・京都府の県境に位置する頭巾山の山麓尼木峠付近に発し、道の駅名田庄付近より 国道162号沿いに小浜城付近で北川、多田川と堰堤を挟み小浜湾に注ぐ。

## 災害
- 1953年9月25日 - 台風13号の接近に伴い集中豪雨。南川の本流、支流で氾濫が発生して1896年以来の大水害となった。死傷者が多数出たほか、川沿いの田畑がほとんど全滅に近い被害を受ける[1]。

## 流域の自治体
大飯郡おおい町、小浜市

## 主な支流
市町村名は流域の自治体。
- 槇谷川（福井県大飯郡おおい町）
- 染ヶ谷川 (福井県大飯郡おおい町）
- 久田川 (福井県大飯郡おおい町）
- 窪谷川 (福井県小浜市）
- 五十谷川（福井県小浜市）
- 田村川 (福井県小浜市）
- 奥田縄川（福井県小浜市）
- 須縄川（福井県小浜市）

## 並行する道路
- 国道162号